# Национальный союз Юго-Западной Африки
Национальный Союз Юго-Западной Африки (НСЮЗА) (англ: SWANU, The South West Africa National Union) является старейшей политической партией в Намибии, образованной в 1959 году. Большинство его членов состоят из народов гереро, в то время как члены другого левого движения за независимость, СВАПО, в основном происходят из народов овамбо. Президентом партии является Юсутуаиле Маамберуа.
Первым президент НСЮЗА был Фануэль Козонгизи, который руководил ей с момента образования в 1959 году до 1966 года.
Для выборов 1999 года СВАНУ сформировал «социалистическое содружество» с коммунистической Рабочей революционной партией и получил 0,35 % голосов.
На выборах 2004 года партия заняла последнее место с 3,610 голосов и 0,44 % голосов.